# Prawo wewnętrzne
Prawo wewnętrzne (prawo krajowe, prawo narodowe) – jedna z  najstarszych gałęzi prawa, obejmująca zespół norm prawnych obowiązujących na terenie danego państwa lub w danej organizacji (ale nie międzynarodowej), w przeciwieństwie do prawa międzynarodowego, regulującego stosunki między państwami, organizacjami międzynarodowymi, a także innymi podmiotami prawa międzynarodowego.

## Gałęzie prawa wewnętrznego
- Prawo konstytucyjne
- Prawo cywilne reguluje relacje między podmiotami prawa w relacji poziomej, czyli żaden z podmiotów pozostających w stosunku prawnym nie jest władny narzucić swojej woli drugiej stronie.
- Prawo pracy reguluje stosunki między pracodawcą a pracownikiem, a także organizacjami pracowników (związki zawodowe) metodą w zasadzie cywilnoprawną, jednak z dużym zakresem norm semiimperatywnych służących wyznaczeniu minimalnego poziomu ochrony pracownika. Zobacz też: Kodeks pracy.
- Prawo karne jest zbiorem norm mających na celu eliminację zachowań aspołecznych najcięższej wagi poprzez zastosowanie sankcji kary.
- Prawo administracyjne reguluje relacje między podmiotami w stosunku pionowym, tj. wówczas gdy jeden z podmiotów może władczo kształtować sytuację prawną drugiego podmiotu.
- Prawo rodzinne i opiekuńcze
- Prawo finansowe